# Douglasville
Douglasville è una città degli Stati Uniti d'America, situata in Georgia, nella Contea di Douglas, della quale è il capoluogo.